# Burnot (ruisseau)
Le Burnot est une rivière de Belgique, affluent direct de la Meuse par la rive gauche. Prenant sa source près de Saint-Gérard, elle passe par Bioul, Besinne, et Arbre avant de se jeter dans la Meuse à Burnot-Rivière (commune de Profondeville). Son bassin de 91 km2 est entièrement situé dans la région de l'Entre-Sambre-et-Meuse, en province de Namur. 

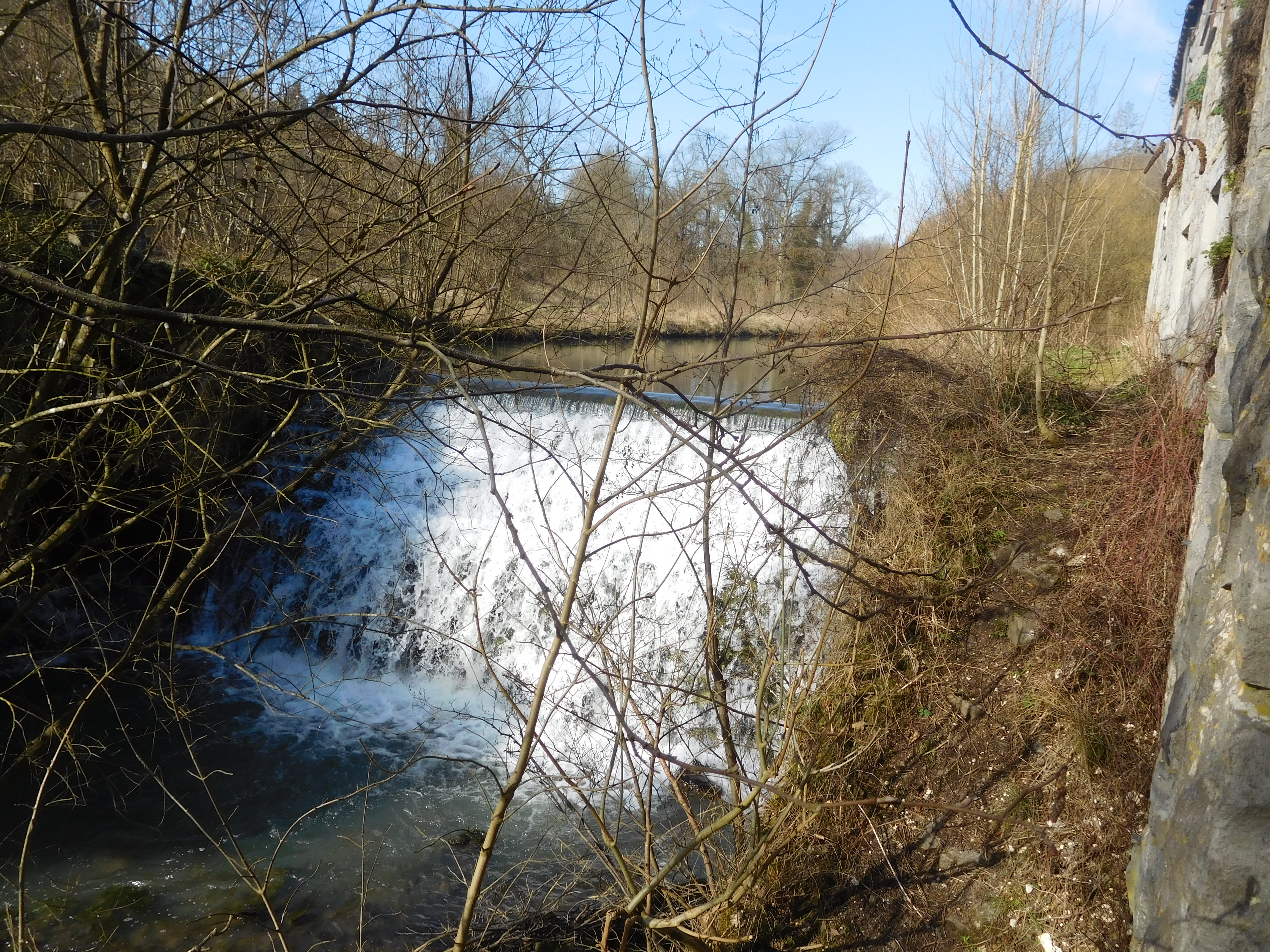
Le Burnot quitte l'étang de l'ancien moulin du Marteaulonge.

## Débit
Le débit moyen de la rivière, mesuré à Profondeville, entre 1997 et 2003 est de 0,42 m3/s. Durant la même période on a enregistré :
- un débit annuel moyen maximal de 0,70 m3/s en 2001 ;
- un débit annuel moyen minimal de 0,30 m3/s en 1997.

Source : Région Wallonne de Belgique.